# Cold Steel
Cold Steel (conocida como Acero mortal en Latinoamérica) es una película de acción y suspenso estadounidense de 1987 dirigida por Dorothy Ann Puzo y protagonizada por Sharon Stone, Brad Davis, Jonathan Banks y Adam Ant. Fue además el debut cinematográfico del actor australiano Anthony LaPaglia.

## Sinopsis
El detective Johnny Modiner (Davis) hace que su celebración navideña se arruine con la noticia de la muerte de su padre, obra de yonquis psicópatas que asesinaron al anciano mientras robaban su tienda. Johnny está decidido a encontrar a la persona responsable y obtener su venganza, incluso si eso significa el final de su carrera como policía.

## Reparto
| Actor          | Personaje                   |
| -------------- | --------------------------- |
| Brad Davis     | Johnny Modine               |
| Sharon Stone   | Kathy Connors               |
| Jonathan Banks | Isaac "Iceman"              |
| Jay Acovone    | Cookie                      |
| Adam Ant       | Dorian Michael "Mick" Duran |